# 井伊直弼
井伊直弼（日语：／ Ii Naosuke，1815年11月29日—1860年3月24日），字应卿，号埋木舍、柳王舍、宗观等。近江国彦根藩第15代藩主兼江戶幕府的大老，在安政大狱中翦除異己，曾与美国签订日美修好通商条约，赋予美国商人与海员治外法权，并开放港口。1860年在櫻田門外之變中被反对派的水戶藩脱藩武士暗杀身亡。

## 生涯

### 继承家督
文化12年（1815年）10月29日，在近江国犬上郡的彦根城（現滋贺县彦根市）出生。幼名铁之介、铁三郎。
由于是庶出，因此无法作为他家养子，17岁時以年俸300俵移居他屋，师从長野主膳学习国学，自比为深埋地底、无法开花的木材，把自己的居所取名为埋木舍，度过15年隐居的生活。这段时间他还热衷于学习石州流茶道，也学习了和歌、鼓、禅、枪术、居合术，显示出过人的智慧。有「（茶·歌·鼓）」的绰号。
弘化3年（1846年），第14代藩主井伊直亮的内定继承人井伊直元（井伊直中第11子，直弼的兄长）死去，直弼被选为彦根藩的后继，官赐从四位下侍从兼玄蕃頭。嘉永2年（1849年），迁任左近衛权少将，兼任玄蕃头。
嘉永3年（1850年），直亮死后正式继承藩主，迁任掃部頭。

### 幕末动乱
彦根藩時代进行了藩政改革，被认为是一代名君。
嘉永6年（1853年），美國海軍佩里舰队的黑船事件协助防卫江戶湾（东京湾）、老中首座的阿部正弘对其询问对策时、以「必须临机应变，积极交易（臨機応変に対応すべきで、積極的に交易すべきである）」作答，主张实行开国政策（也有说直弼的开国政策是为了自己「政治上的方便」）。
安政2年（1855年），迁任左近衛权中将、兼任扫部头。安政4年（1857年），授从四位上。
嘉永安政年间的幕政由老中首座的阿部正弘主掌，阿部实行从原来谱代大名为中心到雄藩（德川齐昭、松平庆永等人）联合方式的政策，让德川齐昭挂衔海防挂顾问（外交顾问）参与幕政。德川齐昭一直宣扬攘夷理论。作为溜间（江戶城名门谱代大名商政的房间）领头人的直弼对此势不两立。直弼等溜间的诸侯同阿部正弘、徳川齐昭的対立，在日美和亲条约的缔结问题上终于达到高峰。在江戶城西湖之间讨论时双方是不相让，齐昭逼迫阿部撤换老中松平乗全、松平忠固。
安政2年（1855年）8月4日，阿部撤去松平乘全、松平忠固老中职位，這兩人都是开国通商派，乗全和直弼並有书信往来，因此直弼强烈反对。溜间的谱代大名要求阿部马上补充老中后继人选，阿部为了缓解对立局面不得不起用堀田正睦（开国派、下总佐仓藩主）作为老中首座。
安政4年（1857年），阿部正弘死去，堀田正睦立刻將松平忠固复职，成为堀田、松平连立格局。他们在第13代将軍德川家定的将军继嗣问题上推举纪州藩主的德川庆福，和推举一橋庆喜的「一桥派」德川齐昭再次对立。
安政5年（1858年），在松平忠固和水野忠央（纪州藩副家老）等「南纪派」的策划下，直弼就任大老，6个月后，直弼在没有孝明天皇敕許的情况下，私自同美国签署日美修好通商條約、并将责任推给自己一派的堀田正睦、松平忠固，将他们逐出内阁，由太田資始、間部詮勝及松平乗全3名接任，力图依靠强硬手腕在尊皇攘夷派的呼声中屹立不搖。体弱的将军家定听顺其决定，立庆福为繼嗣，強令齐昭和松平庆永等人蟄居，並贬谪川路聖謨、水野忠徳、岩瀬忠震、永井尚志等要员，在阁僚内部免除反对自己的久世廣周和寺社奉行板倉勝静的老中职位，所以遭到尊王志士的憎恶。
安政6年（1859年），授正四位上。

### 死亡
孝明天皇对于直弼所作所为十分不满，偷偷詔令水戶藩铲除无视武家秩序的直弼（戊午密敕），对于朝廷前所未闻的政治干涉，造成幕府和朝廷的关系僵化，直弼要求水户藩交出密敕，同时派遣间部诠胜上京调查密敕有关的人物，由此为开端发起安政大狱，致使众多志士和公卿（中川宮朝彦亲王）遭到肃清。安政7年（1860年）3月3日被水戶藩浪人在江戶城櫻田門附近暗杀，史称「櫻田門外之變」，享年44岁。死后家督由次子井伊直憲继任。
著作有《井伊大老茶道谈》、《茶湯一会集》等。
现在彦根城内和横濱市的掃部山公園为了表彰他实行开国政策的功勋，而建有他的铜像，但是对于实行开国政策的利弊也有不同的看法。
死后文久2年（1862年），因安政大狱问罪，彦根藩減封10万石。彦根市和水户市以明治维新一百周年为契机昭和43年（1968年）结为「友好城市」。
肖像画为狩野永岳和直弼的四子井伊直安所作。墓所位於井伊家菩提寺豪徳寺（东京都 世田谷区）。

## 轶事
- 早年学习儒学、国学、曹洞宗的禅、书、绘画、歌、剑术、居合、枪术、弓术、 砲术、柔术等日本武术、对茶道、能乐也颇有研究。特别在学习新心流居合术后开创了新心新流。茶道的茶器名为「宗观」、创立石州流（日语：石州流）下的一个门派。著书《茶湯一会集》卷头名句「一期一会」[2]。能乐方面醉心于能面的制作、能面制作必须的工具全部收集齐全。制作狂言「鬼宿」、重新发掘了废曲「狸的腹鼓」（又称「彦根狸」）、体现出狂言作曲家的才能。
- 明治维新后在井伊家发现大量洋书以及世界地图，曾言：「只有开国和富国强兵才是日本的生存之道（開国と富国強兵こそ日本が生き残る道）。」体现他的理想和博学。
- 安政大狱中残害很多志士，和彦根藩祖井伊直政一样被称为「井伊的赤鬼」。然而对直政是敬畏，对直弼更多的是憎恨。
- 櫻田門外之變被认为是直弼为恢复幕府威望实施强权手腕的结果。安政大狱不光使攘夷派也让推进开国运动的开明派官僚也被大量贬谪，造成幕臣人才流失，被看作是幕府灭亡的原因。
- 直弼被誉为「坚持开国政策拯救日本的政治家」。如果没有他这样的人，日本历史将完全不同。直弼是幕末政治不得不说到的人物，但是开国政策是阿部正弘的既定方针，遵循这个方针的水户、薩摩等雄藩开展对外国的调查，录用开明派人士构建的开国体制在直弼强压下反而遭到瓦解。
- 也有说直弼倡导的开国政策是安抚水戶、薩摩等有力諸侯对幕政手段，直弼其实想在江戶幕府国政恢复后，幕府在亲藩谱代大名为主体的背景下实行攘夷的一贯支持者[3]。根据这个见解、通过安政大狱对诸侯和攘夷派的镇压、明里签署条约背地实行攘夷实际都是为「恢复幕府威信」服务。司马辽太郎对此作了「对攘夷派所作的镇压其实并非开国，而是讨厌西洋（『小说花神』）」的严厉批判。

## 登場作品
小說
- 花之生涯（每日新聞社、舟橋聖一（日语：舟橋聖一）著）
- 井伊直弼（PHP研究所、德永真一郎（日语：徳永真一郎）著）
- 巨人傳說（講談社、野口武彦（日语：野口武彦）著）

影視劇
- 建国史 尊王攘夷（日语：建国史 尊王攘夷）（1927年、日活、演：大河内傳次郎）
- 花之生涯（日语：花の生涯 彦根篇 江戸篇）（1953年、松竹、演：松本幸四郎（日语：松本白鸚 (初代)））
- 櫻田門（1961年、大映、演：長谷川一夫）
- 花之生涯（日语：花の生涯 (NHK大河ドラマ)）（1963年、NHK大河劇、演：尾上松綠（日语：尾上松緑 (2代目)））
- 幕末（1964年、TBS、演：山村聰）
- 少年高杉晋作（1967年、NET、演：堀雄二）
- 大奧（1968年、KTV、演：高田浩吉）
- 天皇的世紀（日语：天皇の世紀#第一部（テレビドラマ））（1971年、ABC、演：中村竹弥）
- 花之生涯（日语：花の生涯 (1974年のテレビドラマ)）（1974年、NTV、演：平幹二朗）
- 花神（日语：花神 (NHK大河ドラマ)）（1977年、NHK大河劇、演：加地健太郎）
- 大奧（1983年、KTV、演：小池朝雄）
- 服部半藏 影之軍團（日语：服部半蔵 影の軍団#影の軍団IV）（1985年、KTV、演：成田三樹夫）
- 白虎隊（日语：白虎隊 (1986年のテレビドラマ)）（1986年、NTV、演：森源太郎）
- 花之生涯 井伊大老與櫻田門（日语：花の生涯 井伊大老と桜田門）（1988年、TX、演：北大路欣也）
- 開港風雲錄 YOUNG JAPAN（1989年、東寶、演：森繁久彌）
- 坂本龍馬（日语：坂本龍馬 (テレビドラマ)）（1989年、TBS、演：波多野博）
- 宛如飛翔（1990年、NHK大河劇、演：神山繁）
- 動天（日语：動天）（1991年、東映、演：江守徹）
- 尾張幕末風雲錄（1998年、TX、演：中田浩二）
- 德川慶喜（1998年、NHK大河劇、演：杉良太郎）
- 大奧（2003年、CX、演：窪田弘和）
- 篤姬（2008年、NHK大河劇、演：中村梅雀）
- 櫻田門外之變（日语：桜田門外ノ変#映画）（2010年、東映、演：伊武雅刀）
- 龍馬傳（2009年、NHK大河劇、演：松井範雄）
- 向陽之樹（2012年、NHK、演：山崎榮）
- 八重之櫻（2013年、NHK大河劇、演：榎木孝明）
- 柘榴坂的復仇（2014年、松竹、演：中村吉右衛門（日语：中村吉右衛門 (2代目)））
- 花燃（2015年、NHK大河劇、演：高橋英樹）
- 西鄉殿（2018年、NHK大河劇、演：佐野史郎）
- 直衝青天（2021年、NHK大河劇、演：岸谷五朗）

戲曲
- 井伊大老（北條秀司作）

漫畫
- 大奧（白泉社、吉永史作）

游戏
- 侍道4（日语：侍道4）（鬼怒川怨仙、以井伊直弼为原型的游戏角色）